# Andreas Wesling
Andreas Wesling, auch: Wißling, Wissling, Wisling, Wessel, Weslingus (* Osnabrück; † 4. Januar 1577 in Rostock) war ein deutscher Philologe und evangelischer Theologe.

## Leben
Wesling war der Sohn von Johannes Wessel. Er hatte an der Universität Köln studiert und dort den akademischen Grad eines Magisters erworben. Am 15. November 1540 wechselte er an die Universität Wittenberg, wo er am 7. April 1545 in den Senat der philosophischen Fakultät der Wittenberger Hochschule berufen wurde. Während dieser Zeit hatte er die Möglichkeit gehabt, sich mit dem Gedankengut von Philipp Melanchthon und Martin Luther vertraut zu machen. Ende 1546 ging er an die Universität Königsberg, wo er Professor griechische Sprache wurde. In Königsberg etablierte er sich als Gegner von Andreas Osiander und wurde daher Anfang 1551 aus diesem Dienstverhältnis entlassen. Wesling kehrte nach Wittenberg zurück, wo er im Wintersemester 1551/52 Dekan der philosophischen Fakultät wurde. Im Juli 1553 ging er als Professor der hebräischen Sprache an die Universität Rostock.
1556 hielt er sich abermals in Wittenberg auf, wo er am 8. April für ein Rostocker Predigtamt ordiniert wurde. In Rostock arbeitete er trotz seines vorgerückten Alters mit jugendlicher Frische und Kraft für das Gedeihen der Universität. In Rostock trat er als Dekan der philosophischen Fakultät im Sommersemester 1566, 1568, 1572 und 1576 in Erscheinung. Besondere Verdienste erwarb er sich in Rostock, als er die vernachlässigten Studien der hebräischen Sprachstudien förderte und sie als ein notwendiges Glied der theologischen Wissenschaften etablierte. So konnten in Rostock auch die alttestamentlichen Studien betrieben werden. Daher unterstützte er die Studenten auch nach seinem Tod, indem er ein Stipendium für drei Studierende einrichtete. Johann Freder errichtete für ihn ein Epitaph.